# Sathmarschwäbisch
Sathmarschwäbisch (Eigenbezeichnung: Schwǫbisch, rumänisch: Șvaba sătmăreană, ungarisch: szatmári sváb) ist die Mundart der zu den Donauschwaben zählenden Sathmarer Schwaben. Sie wird im Siedlungsgebiet der Sathmarer Schwaben im Sathmarer Gebiet (um Großkarol/Carei und Sathmar/Satu Mare) sowie in den Kreisen Bihor, Sălaj und Maramureș im Nordwesten Rumäniens und in den drei Gemeinden Wallei (Vállaj), Merken (Mérk) und Saiten (Zajta) im Nordosten Ungarns gesprochen. Sie gehört zu den Schwäbisch-Alemannischen Dialekten und ähnelt dem Oberschwäbischen Dialekt aus der Region um Biberach und Ravensburg. Die größte Ähnlichkeit mit dem Sathmarschwäbischen hat die Schwäbische Mundart aus Bad Schussenried bzw. dessen südöstlicher Ortschaft Otterswang.
Sathmarschwäbisch wird heute nur noch von der älteren Generation gesprochen und im Alltag zunehmend von der ungarischen und der rumänischen Sprache verdrängt. Die Mundart gilt daher als unmittelbar gefährdet und könnte in Kürze aussterben.

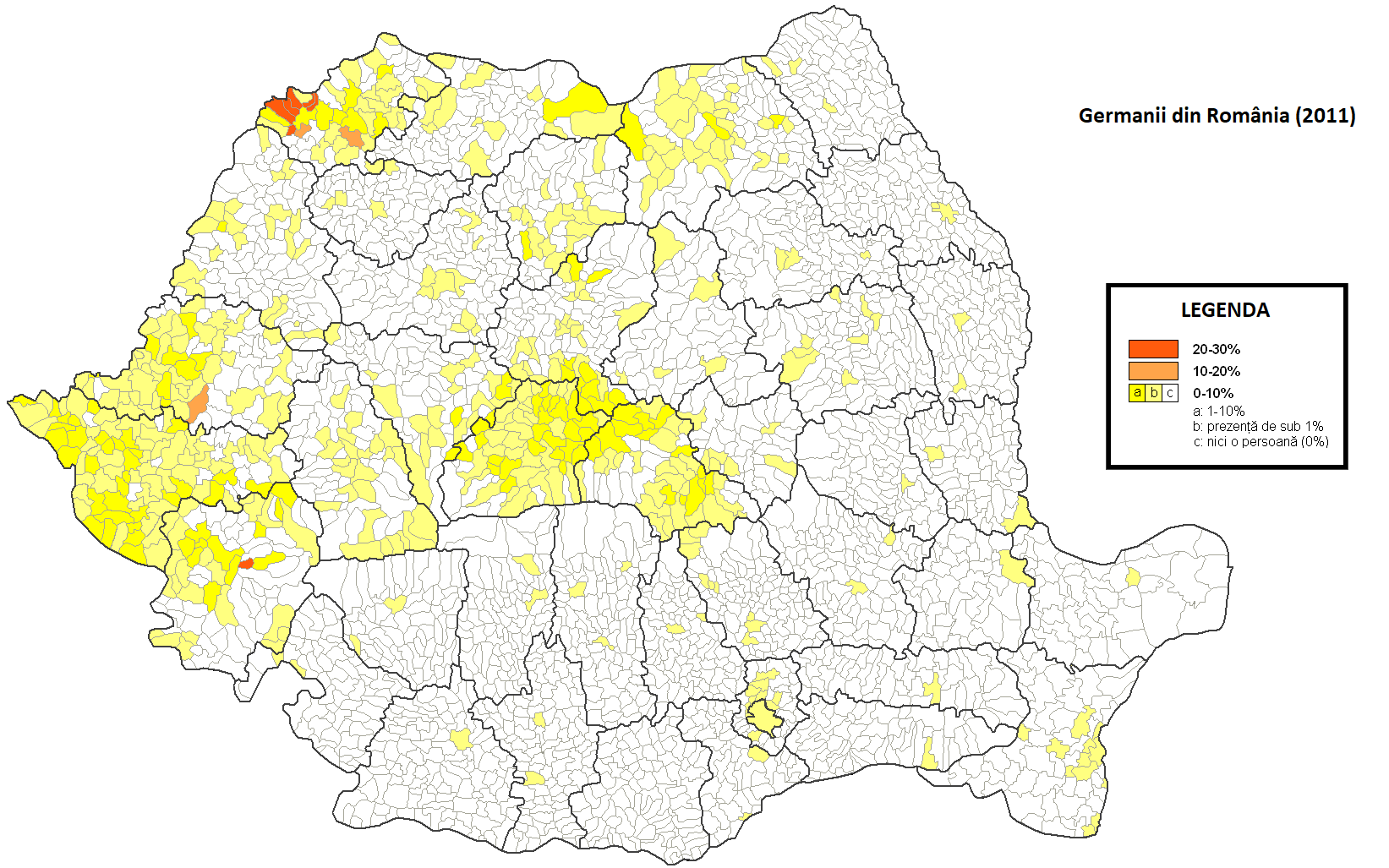
Verteilungskarte mit Bevölkerungsanteil der Rumäniendeutschen (Volkszählung 2011). Die orange und gelb eingefärbten Felder im Nordwesten Rumäniens gehören zum Sathmarschwäbischen Sprachgebiet.

## Entstehung
Die Sathmarer Schwaben sind Nachfahren der im 18. Jahrhundert hauptsächlich aus Oberschwaben eingewanderten Bauern. In den Jahren 1712 bis 1815 warben Graf Alexander Károlyi und seine Nachfahren Kolonisten aus dem Königreich Württemberg an. Viele Auswanderer stammten aus den heutigen Landkreisen Ravensburg und Biberach.

## Regionale Unterschiede
Das Gebiet um Sathmar und Großkarol ist fast einheitlich oberschwäbisch geprägt. Dennoch gibt es in Kriegsdorf (Hodod) einen alemannischen Dialekt, der dem in Saderlach (Zădăreni) im Banat ähnelt, wohingegen in Neupalota ein pfälzisch-moselfränkischer Dialekt gesprochen wird, der dem Banaterschwäbischen ähnelt. In Großtarna (Tarna Mare) und Batartsch (Bătarci) wird ein bairisch-österreichischer Dialekt gesprochen, der mit dem der Zipser in Oberwischau (Vișeu de Sus) verwandt ist.
Des Weiteren gibt es von Ortschaft zu Ortschaft Unterschiede in der Aussprache einiger Wörter:
|           | Auge | Krähe | Taschentuch    |
| --------- | ---- | ----- | -------------- |
| Schandern | Aage | Graa  | Schnupftiachle |
| Sukunden  | Auge | Grej  | Halstiachle    |

## Charakteristika
Das Sathmarschwäbische weist primär die Merkmale des Schwäbischen auf, ergänzt durch einige Besonderheiten: Auffallende primäre Laut- und Formenerscheinungen des Schwäbischen wurden häufig durch Mundartmerkmale der fränkischen oder bairischen Siedler ersetzt.
Kennzeichnend für alle Dialekte des Sathmarschwäbischen sind folgende Merkmale:
- Diminutivsuffix -li (Pl. auch -lin): en Äpfeli, Maidli, Wiebli ‚Weiblein‘ (in Erdeed und dem Buchengebirge -le (-lin): Bäsle, Mädle, Gätterle ‚Gassentürchen‘)[4]
- st erscheint auch im In- und Auslaut als scht: luschtege Schwobe, Wurscht, er isch(t)
- Dativ wird durch das Einsetzen eines i kenntlich gemacht, zum Beispiel: Mr. hond’s i ihre gia (Wir haben es ihr gegeben) oder: Se gait i de Saue Beer (Sie gibt den Schweinen Maisbeeren).
- Wörter, die mit e beginnen, bekommen ein j vorangesetzt. Zum Beispiel: essen → jeassa, etwas → jeames oder jeapes.
- Einheitsplural auf -et: mer, ihr, sie: schwätzet, winschet, singet
- Einschub eines schwachen i vor einem e: Feld → Fieald, Weg → Wieag, Nest → Niearst, Leder → Lieader, her → hiear, selber → siealber. Dabei wird das i kurz gesprochen.
- Bewahrung der Diphthonge und Triphthonge: ie, iea, ue, ui, oi, uoi, uei: siëß, diëane, Fiëanschter, liëab, guat, luege, hui ‚heim‘,’s isch hoiß, i wuois it waa ‚ich weiß nicht, was‚, Stuoi ‚Stein‘, Flueisch ‚Fleisch‘
- Intervokale Verschlusslaute b, d, g sind erhalten: Schwobe, blibe, widr, fliage, Gwander
- Verkürzung des Artikels die zu d’: d’Mareibäs, d’Baure, d’Ohre
- Verkürzte Pronominalformen i ‚ich’, mi ‚mich‘, wobei i auch den Dativ ausdrückt: i dieam Bauer ‚dem Bauern‘; desgleichen ui ‚euch‘ und ujer ‚euer‘
- Das Präfix ge- fällt vor Verschlusslaut ab: brocht ‚gebracht‘, kennt ‚gekannt‘. Das Alemannische, als Untergruppe des Schwäbischen, weist z. B. in Kriegsdorf oder im Banater Saderlach sprachliche Merkmale der oberrheinischen bzw. Durlacher Siedler auf.
- Konsequenteste p → pf-Verschiebung, sogar in Formen wie: Seipfe
- Verschiebung des k → ch: Chopf, chrankch, Chriëslibluescht ‚Kirschblüte’
- Erhaltung der Diphthonge ie, uo, üe und ei als: ia, ue, ia, ai; Bliamli, Mueter, Briëdr
- Alte Monophthonge: î, û, iu bleiben als ie, uu, ie erhalten: Huus (‚Haus‘), Hieser, Ziet
- Verbalformen auf e: sege ‚sagen‘, du hesch ‚du hast‘, ihr het ‚ihr habt‘

## Vergleiche mit Schwäbisch und Hochdeutsch
| Sathmarschwäbisch | Schwäbisch | Hochdeutsch |
| ----------------- | ---------- | ----------- |
| i                 | i          | ich         |
| du                | du         | du          |
| mir               | mir        | wir         |
| it                | ned        | nicht       |
| vie               | vil        | viel        |
| Wei               | Woi        | Wein        |
| Wurscht           | Wurschd    | Wurst       |
| kenne             | könna      | können      |
| sage              | saga       | sagen       |

## Einflüsse aus anderen Sprachen
Der Einfluss des Ungarischen auf die Sathmarschwäbische Mundart um Großkarol und der rumänischen Sprache vor allem in Erdeed, Sukunden, Unterhamroth und Burlescht beschränkt sich vorwiegend auf einige wenige Lehnwörter der Amts-, Handels- und der technischen Sprache sowie auf das Namengut. Ansonsten blieb die Mundart der Sathmarer Schwaben im Vergleich zum Oberschwäbischen, das vor allem unter dem Einfluss der Schule vom Hochdeutschen verdrängt wurde, fast unberührt.
Wörter, die aus anderen Sprachen entlehnt wurden:

### Rumänisch
| Sathmarschwäbisch | Rumänisch | Deutsch |
| ----------------- | --------- | ------- |
| Temitz            | temniță   | Kerker  |

### Ungarisch
| Sathmarschwäbisch | Ungarisch | Deutsch |
| ----------------- | --------- | ------- |
| Batsche           | bácsi     | Onkel   |
| Garille           | kerülő    | Umweg   |
| Kontsche          | kancsó    | Krug    |
| Pokroz            | pokróc    | Decke   |
| Weder             | vödör     | Eimer   |

## Sprachbeispiel
| Sathmarschwäbisch | Hochdeutsch |
| --- | --- |
| Mr winschet eich en goldene Tisch, A alle vier Ecke en brotene Fisch, Z’mitlede nei en rotkiahle Wei, Daß dr Vetter und Bäs kann luschtieg sei. | Wir wünschen euch einen goldenen Tisch, An allen vier Ecken einen gebratenen Fisch, In der Mitte einen gekühlten roten Wein, Damit der Vetter und die Base lustig sind. |